# 偉益有限公司
偉益有限公司（除牌當時為0283.HK），曾是香港交易所上市，1963年8月6日於香港成立，在1973年2月27日以偉益置業有限公司的名義上市。業務物業及地產投資，在1992年被王正平收購，更名為中太集團，到現時高銀地產。

## 連結
- 高銀地產資料 （页面存档备份，存于）